# ウルバン砲

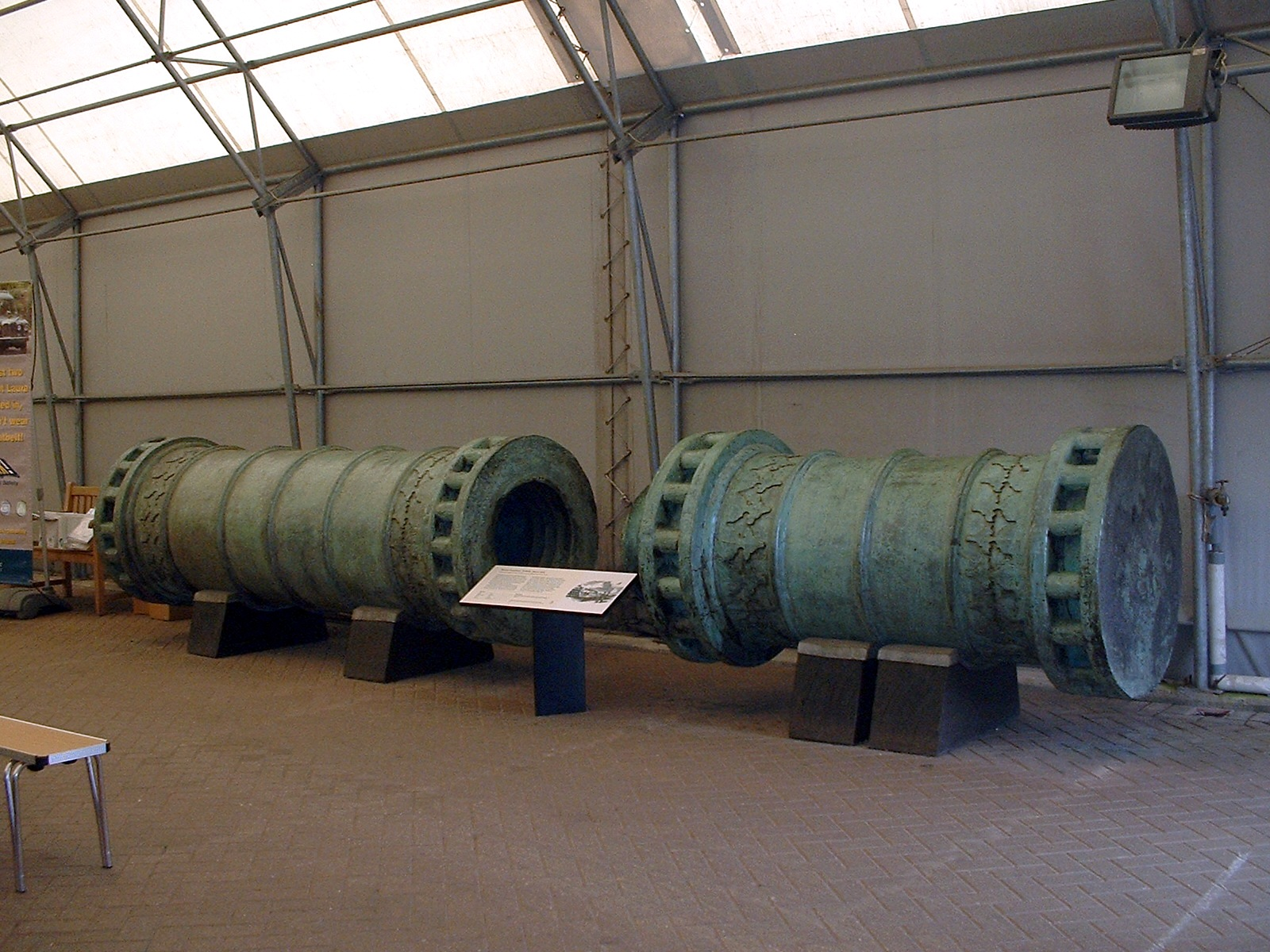
Great Turkish Bombard

ウルバン砲（ウルバンほう）は、オスマン帝国が1453年のコンスタンティノープル攻略戦で使用した大砲。「ウルバンの巨砲」とも呼ばれる。名前は開発者である15世紀のハンガリー人ウルバンにちなむ。ウルバンは当初東ローマ帝国側に大砲を売り込んだが、拒絶された（しかも牢獄に送られた）ためにオスマン帝国に与したと言われている。
コンスタンティノープルの防御の要であるテオドシウスの城壁を撃ち破るために戦いに投入された。ウルバン砲の鋳造はエディルネで行われ、その砲丸に使う石は黒海方面から運ばれたといわれる。約8メートルの長さがあり、通常はある程度部品を分離した状態で運搬し、戦闘時には連結するようになっていたと推定される。発射される砲丸の重さは500キログラム以上になり、射程・威力共に当時の火砲を上回るものだった。しかし、その大きさゆえに故障の多発・次弾装填に時間が掛かるなどの欠点があり、随時修復される強固な城壁を打ち破るには決定力が足らなかったとされる。また、命中率も長大な城壁のどこかに当たるのがやっとというほどであった。このため、その破壊力をもってしても城壁を完全には破壊できなかった。
しかし多くの欠点がありながらも、その破壊力によってコンスタンティノープル攻略に多大な貢献をしたことは事実であり、後世にその名を残すことになった。
ちなみに、この後もオスマン帝国は同等の大型大砲を多数鋳造し、ヨーロッパ各国に恐怖を覚えさせ、後に築城の「城」から「要塞」への変化・銃火器を使う部隊編成などの戦術転換をヨーロッパにもたらした。